# 希哈尼
36°38′49″N 7°46′32″E / 36.64694°N 7.77556°E
希哈尼（阿拉伯语：‎），是阿爾及利亞的城鎮，位於該國東北部塔里夫省，由德雷安區負責管轄，面積201平方公里，海拔高度63米，2008年人口10,094，人口密度每平方公里50人。